# 馬公厝
23°42′20″N 120°21′27″E / 23.70566°N 120.357378°E
馬公厝，今稱馬光，是台灣雲林縣土庫鎮的一個傳統地域名稱，位於該鎮中北部。相較於今日行政區，其範圍大致包括東平里、北平里、西平里不含西部中央偏南凸出部分的西半部、南平里、崙內里北部東側凸出部分。

## 歷史
台灣清治末期至日治初期，馬公厝地區為一街庄，稱為「馬公厝庄」，隸屬於布嶼堡。該庄北與新庄仔庄為鄰，東與牛埔仔庄、大荖庄為鄰，南邊為崙內庄，西邊為潮洋厝庄。
1901年（日治明治三十四年）11月，全台廢縣廳改設二十廳，該庄隸屬於斗六廳。1903年（明治三十六年）6月，該庄編入「埔姜崙區」，隸屬於斗六廳。1909年（明治四十二年）10月，合併二十廳為十二廳，埔姜崙區改隸屬於嘉義廳。1920年（大正九年），全台地方制度大改正，廢十二廳改設五州二廳，該庄改制為「馬公厝」大字，隸屬於臺南州虎尾郡土庫庄。1943年10月，土庫庄升格為土庫街。
戰後土庫街改制為土庫鎮，隸屬於臺南縣，大字亦改制為里。1950年10月，雲、嘉、南分治，土庫鎮改隸屬雲林縣。

## 聚落
本地區發展較早的聚落有馬公厝（馬光）、山仔腳、瓦厝等，在日治期初期的官方地圖上已有記載。此外，本地區尚有新光聚落。

## 交通
省道台78線即「東西向快速公路－台西古坑線」，是雲林縣境內的東西向快速公路，大致以西南—東北走向經過馬公厝地區東南部邊界外不遠處。西側最近的交流道是省道台19線交會處的元長交流道，東側最近的是鄉道雲97線交會處的土庫交流道。由此等向西可前往東勢、台西等地；向東可前往虎尾、斗南、古坑、高厝林子頭的東側端點（古坑端）並止於國道3號古坑系統交流道；亦可於雲林系統交流道轉接國道1號前往台灣西部南北各地。
省道台19線又稱「中央公路」，是彰化至台南永康的幹道，大致以北北東—南南西走向轉東向西再轉東北微北—西南微南走向再轉北微東—南微西走向再轉北北西—南南東走向經過本地區西部邊界外不遠處的潮洋厝、埔姜崙地區。由該道路向北北東可前往崙背、二崙西北部、竹塘、埤頭等地；向南南東轉西南微南可前往元長、北港、六腳、朴子等地。
縣道158號（馬光路、光榮路二段～一段）是台西鄉海口至斗南鎮北勢仔的道路，大致以西南西—東北東走向轉西北西—東南東走向再轉西南西—東北東走向再轉西微北—東微南走向經過本地區南部。由該道路向西南西經省道台19線路口後可前往褒忠、東勢、台西等地；向東微南繞大彎轉東北經縣道158甲線路口後可前往虎尾、斗南並止於省道台1線路口。
縣道158甲線（民權路、馬光路）是台西鄉崙子頂至竹山鎮桶頭的道路，大致以西北微西—東南微東走向轉西向東再轉西北—東南走向經過本地區中部偏南地帶。由該道路向西北經省道台19線路口後轉西可前往褒忠中部、東勢北部、台西等地；向東南經縣道158號路口、省道台78線（東西向快速公路－台西古坑線）高架橋下後可前往土庫市區、虎尾南端、斗南、古坑、竹山等地。
鄉道雲88線是王厝寮至新莊的道路，大致以西向東到達本地區北部西側凸出部分西側邊界的經鄉道雲103線路口，轉東北微東直行以至於該凸出部分東側邊界出境。由該道路向西可前往潮洋厝地區東北部的王厝寮聚落並止於省道台19線路口；向東北微東可前往新庄子並止於鄉道雲101線路口。
鄉道雲98線是潮洋厝至頂竹圍的道路，大致以西北微北—東南微南走向經過本地區西南部並經過縣道158號路口。由該道路向西北微北轉北微東可前往潮洋厝並止於省道台19線路口（潮洋厝聚落北北東郊）；向東南微南可前往崙內、大荖、石廟子西南端、土庫與新興交界地帶並止於鄉道雲100線轉角路口（新興地區頂竹圍聚落東郊）。
鄉道雲101線（新生街、民生路、民族路、和平街）是復興（福興）至秀潭（無底潭）的道路，大致以東北微北—西南微南走向由本地區東部邊界北側入境後，至路底過台糖鐵路後轉西微北再順路轉南南西，至馬公厝聚落的路底轉東南東沿民生路而行，順路轉南微西至民族路路口，轉西北西至縣道158甲線路口（五叉路口）轉南南西沿和平街而行，出聚落後經縣道158號路口續直行以至出境。由該道路向東北微北可前往新庄子、羅厝並止於該地區西北部福興聚落的鄉道雲20線路口；向南南西可前往崙內、埤腳、糞箕湖地區西南部並止於縣道145號路口（無底潭聚落南南東郊）。
鄉道雲103線（忠孝街、民生路、忠孝街）是崙背至馬光的道路，目前受阻於新虎尾溪並未全線通車。全線南側端點（終點）位於馬公厝聚落中部的縣道158甲線路口。由此向北轉西北再轉北微東，至民生路路口轉東微南再立即轉北，順路轉北北西再轉北微西，出聚落後續直行，至本地區西北部邊界處經鄉道雲88線路口出境，可前往潮洋厝東北端、新庄子中西部並中斷於該地區北部邊界的新虎尾溪南岸隄防道路路口；須繞道至北岸略偏西的隄防道路路口，續向北微西可前往崙背市區並止於省道台19線舊線（南光路）路口（崙背聚落南南西郊）。
鄉道雲105線（西平路、信義街）是王厝寮至馬光的道路，其南側端點（終點）位於馬公厝聚落西部的縣道158甲線路口。由此向北轉西北繞彎道轉北微東，出聚落後過馬公厝排水山仔腳橋轉北微西，至山仔腳聚落轉西北再轉北微西直行，出境後可前往潮洋厝地區東北部並止於王厝寮聚落東郊的鄉道雲88線路口。

## 學校
- 馬光國中
- 馬光國小

## 名人
- 黃昆輝:前台聯黨主席
- 張榮味:前雲林縣長、雲林張派領導者
- 張麗善:雲林縣長、前立法委員
- 張嘉郡:前立法委員